# Tour de Wallonie 2021
La 48e édition du Tour de Wallonie, officiellement Ethias Tour de Wallonie 2021, une course cycliste par étapes masculine sur route, a lieu en Belgique du 20 au 24 juillet 2021. L'épreuve est disputée sur près de 875 kilomètres entre Genappe et Quaregnon. Elle fait partie du calendrier UCI ProSeries 2021 (deuxième niveau mondial) en catégorie 2.Pro.
Il fut remporté par l'Américain Quinn Simmons de l'équipe Trek-Segafredo.

## Équipes participantes
Vingt-cinq équipes de 7 coureurs composent le peloton : treize UCI World Teams, sept UCI Pro Teams et cinq UCI Continental Teams
| WorldTeams (13)- Groupama-FDJ - AG2R Citroën Team - Bora-Hansgrohe - Cofidis - Deceuninck-Quick Step - EF Education-Nippo - Intermarché-Wanty-Gobert Matériaux - Israel Start-Up Nation - Jumbo-Visma - Lotto Soudal - Qhubeka NextHash - Trek-Segafredo - UAE Team Emirates ProTeams (7)- Alpecin-Fenix - B&B Hotels p/b KTM - Bingoal Pauwels Sauces WB - Sport Vlaanderen-Baloise - Arkéa-Samsic - TotalEnergies - Uno-X Pro Cycling Team Équipes continentales (5)- Baloise-Trek Lions - Hagens Berman Axeon - Pauwels Sauzen-Bingoal - Riwal - Tarteletto-Isorex |
| |

## Étapes
Cette édition 2021 se compose de cinq étapes en ligne et ne comporte donc pas d'étape disputée contre-la-montre. La première étape reliant Genappe en province du Brabant wallon à Héron en province de Liège présente un profil relativement plat. La deuxième étape est 100 % liégeoise, entre Verviers et Herve. Elle se rend dans le sud de la province où elle grimpe notamment la célèbre côte de la Redoute avant de se terminer dans le vallonné Pays de Herve. La troisième étape part de Plombières puis file vers le sud en rejoignant deux des plus hauts sommets de Belgique que sont la Baraque Michel et la Baraque de Fraiture. L'arrivée est jugée au sommet d'une montée d'un kilomètre à Érezée en province de Luxembourg. La première partie de la quatrième étape partant de Neufchâteau est plus difficile que le final à Fleurus (province de Hainaut) malgré la double ascension du Petit Try en fin de course. La cinquième et dernière étape, entre Dinant et Quaregnon, propose un profil plus plat.
À la suite des inondations qui ont touché la ville de Verviers, la vallée de la Vesdre et les vallées aux alentours, la deuxième étape a été remplacée par une course de trente tours de 4 km sur le circuit de Zolder en région flamande.
| Étape     | Date      | Villes étapes                         | type                      | Distance (km) | Dénivelé (m) | Vainqueur d'étape | Leader du classement général |
| --------- | --------- | ------------------------------------- | ------------------------- | ------------- | ------------ | ----------------- | ---------------------------- |
| 1re étape | 20 juill. | Genappe – Héron                       | étape vallonnée           | 181,98        | 2 065 m      | Dylan Groenewegen | Dylan Groenewegen            |
| 2e étape  | 21 juill. | circuit de Zolder – circuit de Zolder | étape de plaine           | 120,16        | 598 m        | Fabio Jakobsen    | Dylan Groenewegen            |
| 3e étape  | 22 juill. | Plombières – Érezée                   | étape de moyenne montagne | 178,05        | 2 981 m      | Quinn Simmons     | Quinn Simmons                |
| 4e étape  | 23 juill. | Neufchâteau – Fleurus                 | étape de moyenne montagne | 205,09        | 2 766 m      | Dylan Groenewegen | Quinn Simmons                |
| 5e étape  | 24 juill. | Dinant – Quaregnon                    | étape de plaine           | 189,49        | 1 971 m      | Fabio Jakobsen    | Quinn Simmons                |

## Déroulement de la course

### 1reétape
| \| Classement de l'étape \| Classement de l'étape \| Classement de l'étape \| Classement de l'étape \| Classement de l'étape \| \| Coureur \| Coureur \| Pays \| Équipe \| Temps \| \| --------------------- \| --------------------- \| --------------------- \| ------------------------- \| --------------------- \| \| 1er \| Dylan Groenewegen \| Pays-Bas \| Jumbo-Visma \| 4 h 21 min 36 s \| \| 2e \| Hugo Hofstetter \| France \| Israel Start-Up Nation \| + 0 s \| \| 3e \| Gianni Vermeersch \| Belgique \| Alpecin-Fenix \| + 0 s \| \| 4e \| Alexander Kristoff \| Norvège \| UAE Team Emirates \| + 0 s \| \| 5e \| Rui Oliveira \| Portugal \| UAE Team Emirates \| + 0 s \| \| 6e \| Amaury Capiot \| Belgique \| Arkéa-Samsic \| + 0 s \| \| 7e \| Fernando Gaviria \| Colombie \| UAE Team Emirates \| + 0 s \| \| 8e \| Piet Allegaert \| Belgique \| Cofidis \| + 0 s \| \| 9e \| Giacomo Nizzolo \| Italie \| Qhubeka NextHash \| + 0 s \| \| 10e \| Milan Menten \| Belgique \| Bingoal Pauwels Sauces WB \| + 0 s \| |                    |          |                           |                 |
| |                    |          |                           |                 |
| Source : ProCyclingStats |                    |          |                           |                 |
| Classement de l'étape |                    |          |                           |                 |
| Coureur | Coureur            | Pays     | Équipe                    | Temps           |
| 1er | Dylan Groenewegen  | Pays-Bas | Jumbo-Visma               | 4 h 21 min 36 s |
| 2e | Hugo Hofstetter    | France   | Israel Start-Up Nation    | + 0 s           |
| 3e | Gianni Vermeersch  | Belgique | Alpecin-Fenix             | + 0 s           |
| 4e | Alexander Kristoff | Norvège  | UAE Team Emirates         | + 0 s           |
| 5e | Rui Oliveira       | Portugal | UAE Team Emirates         | + 0 s           |
| 6e | Amaury Capiot      | Belgique | Arkéa-Samsic              | + 0 s           |
| 7e | Fernando Gaviria   | Colombie | UAE Team Emirates         | + 0 s           |
| 8e | Piet Allegaert     | Belgique | Cofidis                   | + 0 s           |
| 9e | Giacomo Nizzolo    | Italie   | Qhubeka NextHash          | + 0 s           |
| 10e | Milan Menten       | Belgique | Bingoal Pauwels Sauces WB | + 0 s           |

| \| Classement général \| Classement général \| Classement général \| Classement général \| Classement général \| \| Coureur \| Coureur \| Pays \| Équipe \| Temps \| \| ------------------ \| ------------------- \| ------------------ \| ---------------------------------- \| ------------------ \| \| 1er \| Dylan Groenewegen \| Pays-Bas \| Jumbo-Visma \| 4 h 21 min 26 s \| \| 2e \| Hugo Hofstetter \| France \| Israel Start-Up Nation \| + 4 s \| \| 3e \| Dries De Bondt \| Belgique \| Alpecin-Fenix \| + 4 s \| \| 4e \| Gianni Vermeersch \| Belgique \| Alpecin-Fenix \| + 6 s \| \| 5e \| Jenthe Biermans \| Belgique \| Israel Start-Up Nation \| + 7 s \| \| 6e \| Stan Dewulf \| Belgique \| AG2R Citroën Team \| + 8 s \| \| 7e \| Quinten Hermans \| Belgique \| Intermarché-Wanty-Gobert Matériaux \| + 9 s \| \| 8e \| Baptiste Planckaert \| Belgique \| Intermarché-Wanty-Gobert Matériaux \| + 9 s \| \| 9e \| Tom Paquot \| Belgique \| Bingoal Pauwels Sauces WB \| + 9 s \| \| 10e \| Alexander Kristoff \| Norvège \| UAE Team Emirates \| + 10 s \| |                     |          |                                    |                 |
| |                     |          |                                    |                 |
| Source : ProCyclingStats |                     |          |                                    |                 |
| Classement général |                     |          |                                    |                 |
| Coureur | Coureur             | Pays     | Équipe                             | Temps           |
| 1er | Dylan Groenewegen   | Pays-Bas | Jumbo-Visma                        | 4 h 21 min 26 s |
| 2e | Hugo Hofstetter     | France   | Israel Start-Up Nation             | + 4 s           |
| 3e | Dries De Bondt      | Belgique | Alpecin-Fenix                      | + 4 s           |
| 4e | Gianni Vermeersch   | Belgique | Alpecin-Fenix                      | + 6 s           |
| 5e | Jenthe Biermans     | Belgique | Israel Start-Up Nation             | + 7 s           |
| 6e | Stan Dewulf         | Belgique | AG2R Citroën Team                  | + 8 s           |
| 7e | Quinten Hermans     | Belgique | Intermarché-Wanty-Gobert Matériaux | + 9 s           |
| 8e | Baptiste Planckaert | Belgique | Intermarché-Wanty-Gobert Matériaux | + 9 s           |
| 9e | Tom Paquot          | Belgique | Bingoal Pauwels Sauces WB          | + 9 s           |
| 10e | Alexander Kristoff  | Norvège  | UAE Team Emirates                  | + 10 s          |

### 2eétape
Initialement prévue entre Verviers et Herve, cette étape s'effectue sur le circuit automobile de Zolder.
| \| Classement de l'étape \| Classement de l'étape \| Classement de l'étape \| Classement de l'étape \| Classement de l'étape \| \| Coureur \| Coureur \| Pays \| Équipe \| Temps \| \| --------------------- \| --------------------- \| --------------------- \| ---------------------------------- \| --------------------- \| \| 1er \| Fabio Jakobsen \| Pays-Bas \| Deceuninck-Quick Step \| 2 h 34 min 42 s \| \| 2e \| Fernando Gaviria \| Colombie \| UAE Team Emirates \| + 0 s \| \| 3e \| Amaury Capiot \| Belgique \| Arkéa-Samsic \| + 0 s \| \| 4e \| Piet Allegaert \| Belgique \| Cofidis \| + 0 s \| \| 5e \| Andrea Pasqualon \| Italie \| Intermarché-Wanty-Gobert Matériaux \| + 0 s \| \| 6e \| Marc Sarreau \| France \| AG2R Citroën Team \| + 0 s \| \| 7e \| Giacomo Nizzolo \| Italie \| Qhubeka NextHash \| + 0 s \| \| 8e \| Alexis Renard \| France \| Israel Start-Up Nation \| + 0 s \| \| 9e \| Stefano Oldani \| Italie \| Lotto-Soudal \| + 0 s \| \| 10e \| John Degenkolb \| Allemagne \| Lotto-Soudal \| + 0 s \| |                  |           |                                    |                 |
| |                  |           |                                    |                 |
| Source : ProCyclingStats |                  |           |                                    |                 |
| Classement de l'étape |                  |           |                                    |                 |
| Coureur | Coureur          | Pays      | Équipe                             | Temps           |
| 1er | Fabio Jakobsen   | Pays-Bas  | Deceuninck-Quick Step              | 2 h 34 min 42 s |
| 2e | Fernando Gaviria | Colombie  | UAE Team Emirates                  | + 0 s           |
| 3e | Amaury Capiot    | Belgique  | Arkéa-Samsic                       | + 0 s           |
| 4e | Piet Allegaert   | Belgique  | Cofidis                            | + 0 s           |
| 5e | Andrea Pasqualon | Italie    | Intermarché-Wanty-Gobert Matériaux | + 0 s           |
| 6e | Marc Sarreau     | France    | AG2R Citroën Team                  | + 0 s           |
| 7e | Giacomo Nizzolo  | Italie    | Qhubeka NextHash                   | + 0 s           |
| 8e | Alexis Renard    | France    | Israel Start-Up Nation             | + 0 s           |
| 9e | Stefano Oldani   | Italie    | Lotto-Soudal                       | + 0 s           |
| 10e | John Degenkolb   | Allemagne | Lotto-Soudal                       | + 0 s           |

| \| Classement général \| Classement général \| Classement général \| Classement général \| Classement général \| \| Coureur \| Coureur \| Pays \| Équipe \| Temps \| \| ------------------ \| --------------------- \| ------------------ \| ---------------------------------- \| ------------------ \| \| 1er \| Dylan Groenewegen \| Pays-Bas \| Jumbo-Visma \| 6 h 56 min 08 s \| \| 2e \| Fabio Jakobsen \| Pays-Bas \| Deceuninck-Quick Step \| + 0 s \| \| 3e \| Fernando Gaviria \| Colombie \| UAE Team Emirates \| + 4 s \| \| 4e \| Hugo Hofstetter \| France \| Israel Start-Up Nation \| + 4 s \| \| 5e \| Quinten Hermans \| Belgique \| Intermarché-Wanty-Gobert Matériaux \| + 4 s \| \| 6e \| Dries De Bondt \| Belgique \| Alpecin-Fenix \| + 4 s \| \| 7e \| Erik Nordsæter Resell \| Norvège \| Uno-X Pro Cycling Team \| + 5 s \| \| 8e \| Amaury Capiot \| Belgique \| Arkéa-Samsic \| + 6 s \| \| 9e \| Gianni Vermeersch \| Belgique \| Alpecin-Fenix \| + 6 s \| \| 10e \| Jenthe Biermans \| Belgique \| Israel Start-Up Nation \| + 7 s \| |                       |          |                                    |                 |
| |                       |          |                                    |                 |
| Source : ProCyclingStats |                       |          |                                    |                 |
| Classement général |                       |          |                                    |                 |
| Coureur | Coureur               | Pays     | Équipe                             | Temps           |
| 1er | Dylan Groenewegen     | Pays-Bas | Jumbo-Visma                        | 6 h 56 min 08 s |
| 2e | Fabio Jakobsen        | Pays-Bas | Deceuninck-Quick Step              | + 0 s           |
| 3e | Fernando Gaviria      | Colombie | UAE Team Emirates                  | + 4 s           |
| 4e | Hugo Hofstetter       | France   | Israel Start-Up Nation             | + 4 s           |
| 5e | Quinten Hermans       | Belgique | Intermarché-Wanty-Gobert Matériaux | + 4 s           |
| 6e | Dries De Bondt        | Belgique | Alpecin-Fenix                      | + 4 s           |
| 7e | Erik Nordsæter Resell | Norvège  | Uno-X Pro Cycling Team             | + 5 s           |
| 8e | Amaury Capiot         | Belgique | Arkéa-Samsic                       | + 6 s           |
| 9e | Gianni Vermeersch     | Belgique | Alpecin-Fenix                      | + 6 s           |
| 10e | Jenthe Biermans       | Belgique | Israel Start-Up Nation             | + 7 s           |

### 3eétape
| \| Classement de l'étape \| Classement de l'étape \| Classement de l'étape \| Classement de l'étape \| Classement de l'étape \| \| Coureur \| Coureur \| Pays \| Équipe \| Temps \| \| --------------------- \| --------------------- \| --------------------- \| ------------------------- \| --------------------- \| \| 1er \| Quinn Simmons \| États-Unis \| Trek-Segafredo \| 4 h 07 min 19 s \| \| 2e \| Stan Dewulf \| Belgique \| AG2R Citroën Team \| + 1 s \| \| 3e \| Alexis Renard \| France \| Israel Start-Up Nation \| + 13 s \| \| 4e \| Fernando Barceló \| Espagne \| Cofidis \| + 13 s \| \| 5e \| Pascal Eenkhoorn \| Pays-Bas \| Jumbo-Visma \| + 13 s \| \| 6e \| Maxim Van Gils \| Belgique \| Lotto-Soudal \| + 17 s \| \| 7e \| Alessandro Covi \| Italie \| UAE Team Emirates \| + 25 s \| \| 8e \| Tim Wellens \| Belgique \| Lotto-Soudal \| + 25 s \| \| 9e \| Milan Menten \| Belgique \| Bingoal Pauwels Sauces WB \| + 32 s \| \| 10e \| Amaury Capiot \| Belgique \| Arkéa-Samsic \| + 32 s \| |                  |            |                           |                 |
| |                  |            |                           |                 |
| Source : ProCyclingStats |                  |            |                           |                 |
| Classement de l'étape |                  |            |                           |                 |
| Coureur | Coureur          | Pays       | Équipe                    | Temps           |
| 1er | Quinn Simmons    | États-Unis | Trek-Segafredo            | 4 h 07 min 19 s |
| 2e | Stan Dewulf      | Belgique   | AG2R Citroën Team         | + 1 s           |
| 3e | Alexis Renard    | France     | Israel Start-Up Nation    | + 13 s          |
| 4e | Fernando Barceló | Espagne    | Cofidis                   | + 13 s          |
| 5e | Pascal Eenkhoorn | Pays-Bas   | Jumbo-Visma               | + 13 s          |
| 6e | Maxim Van Gils   | Belgique   | Lotto-Soudal              | + 17 s          |
| 7e | Alessandro Covi  | Italie     | UAE Team Emirates         | + 25 s          |
| 8e | Tim Wellens      | Belgique   | Lotto-Soudal              | + 25 s          |
| 9e | Milan Menten     | Belgique   | Bingoal Pauwels Sauces WB | + 32 s          |
| 10e | Amaury Capiot    | Belgique   | Arkéa-Samsic              | + 32 s          |

| \| Classement général \| Classement général \| Classement général \| Classement général \| Classement général \| \| Coureur \| Coureur \| Pays \| Équipe \| Temps \| \| ------------------ \| ------------------ \| ------------------ \| ---------------------------------- \| ------------------ \| \| 1er \| Quinn Simmons \| États-Unis \| Trek-Segafredo \| 11 h 03 min 27 s \| \| 2e \| Stan Dewulf \| Belgique \| AG2R Citroën Team \| + 3 s \| \| 3e \| Alexis Renard \| France \| Israel Start-Up Nation \| + 19 s \| \| 4e \| Fernando Barceló \| Espagne \| Cofidis \| + 23 s \| \| 5e \| Pascal Eenkhoorn \| Pays-Bas \| Jumbo-Visma \| + 23 s \| \| 6e \| Quinten Hermans \| Belgique \| Intermarché-Wanty-Gobert Matériaux \| + 26 s \| \| 7e \| Maxim Van Gils \| Belgique \| Lotto-Soudal \| + 27 s \| \| 8e \| Amaury Capiot \| Belgique \| Arkéa-Samsic \| + 31 s \| \| 9e \| Jenthe Biermans \| Belgique \| Israel Start-Up Nation \| + 32 s \| \| 10e \| Juan Pedro López \| Espagne \| Trek-Segafredo \| + 32 s \| |                  |            |                                    |                  |
| |                  |            |                                    |                  |
| Source : ProCyclingStats |                  |            |                                    |                  |
| Classement général |                  |            |                                    |                  |
| Coureur | Coureur          | Pays       | Équipe                             | Temps            |
| 1er | Quinn Simmons    | États-Unis | Trek-Segafredo                     | 11 h 03 min 27 s |
| 2e | Stan Dewulf      | Belgique   | AG2R Citroën Team                  | + 3 s            |
| 3e | Alexis Renard    | France     | Israel Start-Up Nation             | + 19 s           |
| 4e | Fernando Barceló | Espagne    | Cofidis                            | + 23 s           |
| 5e | Pascal Eenkhoorn | Pays-Bas   | Jumbo-Visma                        | + 23 s           |
| 6e | Quinten Hermans  | Belgique   | Intermarché-Wanty-Gobert Matériaux | + 26 s           |
| 7e | Maxim Van Gils   | Belgique   | Lotto-Soudal                       | + 27 s           |
| 8e | Amaury Capiot    | Belgique   | Arkéa-Samsic                       | + 31 s           |
| 9e | Jenthe Biermans  | Belgique   | Israel Start-Up Nation             | + 32 s           |
| 10e | Juan Pedro López | Espagne    | Trek-Segafredo                     | + 32 s           |

### 4eétape
| \| Classement de l'étape \| Classement de l'étape \| Classement de l'étape \| Classement de l'étape \| Classement de l'étape \| \| Coureur \| Coureur \| Pays \| Équipe \| Temps \| \| --------------------- \| --------------------- \| --------------------- \| ------------------------- \| --------------------- \| \| 1er \| Dylan Groenewegen \| Pays-Bas \| Jumbo-Visma \| 4 h 55 min 16 s \| \| 2e \| Giacomo Nizzolo \| Italie \| Qhubeka NextHash \| + 0 s \| \| 3e \| Fernando Gaviria \| Colombie \| UAE Team Emirates \| + 0 s \| \| 4e \| Luca Mozzato \| Italie \| B&B Hotels p/b KTM \| + 0 s \| \| 5e \| Quinn Simmons \| États-Unis \| Trek-Segafredo \| + 0 s \| \| 6e \| Gianni Vermeersch \| Belgique \| Alpecin-Fenix \| + 0 s \| \| 7e \| Amaury Capiot \| Belgique \| Arkéa-Samsic \| + 0 s \| \| 8e \| Stefano Oldani \| Italie \| Lotto-Soudal \| + 0 s \| \| 9e \| Florian Sénéchal \| France \| Deceuninck-Quick Step \| + 0 s \| \| 10e \| Milan Menten \| Belgique \| Bingoal Pauwels Sauces WB \| + 0 s \| |                   |            |                           |                 |
| |                   |            |                           |                 |
| Source : ProCyclingStats |                   |            |                           |                 |
| Classement de l'étape |                   |            |                           |                 |
| Coureur | Coureur           | Pays       | Équipe                    | Temps           |
| 1er | Dylan Groenewegen | Pays-Bas   | Jumbo-Visma               | 4 h 55 min 16 s |
| 2e | Giacomo Nizzolo   | Italie     | Qhubeka NextHash          | + 0 s           |
| 3e | Fernando Gaviria  | Colombie   | UAE Team Emirates         | + 0 s           |
| 4e | Luca Mozzato      | Italie     | B&B Hotels p/b KTM        | + 0 s           |
| 5e | Quinn Simmons     | États-Unis | Trek-Segafredo            | + 0 s           |
| 6e | Gianni Vermeersch | Belgique   | Alpecin-Fenix             | + 0 s           |
| 7e | Amaury Capiot     | Belgique   | Arkéa-Samsic              | + 0 s           |
| 8e | Stefano Oldani    | Italie     | Lotto-Soudal              | + 0 s           |
| 9e | Florian Sénéchal  | France     | Deceuninck-Quick Step     | + 0 s           |
| 10e | Milan Menten      | Belgique   | Bingoal Pauwels Sauces WB | + 0 s           |

| \| Classement général \| Classement général \| Classement général \| Classement général \| Classement général \| \| Coureur \| Coureur \| Pays \| Équipe \| Temps \| \| ------------------ \| --------------------- \| ------------------ \| ---------------------------------- \| ------------------ \| \| 1er \| Quinn Simmons \| États-Unis \| Trek-Segafredo \| 15 h 58 min 43 s \| \| 2e \| Stan Dewulf \| Belgique \| AG2R Citroën Team \| + 3 s \| \| 3e \| Alexis Renard \| France \| Israel Start-Up Nation \| + 19 s \| \| 4e \| Fernando Barceló \| Espagne \| Cofidis \| + 23 s \| \| 5e \| Pascal Eenkhoorn \| Pays-Bas \| Jumbo-Visma \| + 23 s \| \| 6e \| Quinten Hermans \| Belgique \| Intermarché-Wanty-Gobert Matériaux \| + 26 s \| \| 7e \| Maxim Van Gils \| Belgique \| Lotto-Soudal \| + 27 s \| \| 8e \| Amaury Capiot \| Belgique \| Arkéa-Samsic \| + 31 s \| \| 9e \| Eliot Lietaer \| Belgique \| B&B Hotels p/b KTM \| + 31 s \| \| 10e \| Fabio Van den Bossche \| Belgique \| Sport Vlaanderen-Baloise \| + 32 s \| |                       |            |                                    |                  |
| |                       |            |                                    |                  |
| Source : ProCyclingStats |                       |            |                                    |                  |
| Classement général |                       |            |                                    |                  |
| Coureur | Coureur               | Pays       | Équipe                             | Temps            |
| 1er | Quinn Simmons         | États-Unis | Trek-Segafredo                     | 15 h 58 min 43 s |
| 2e | Stan Dewulf           | Belgique   | AG2R Citroën Team                  | + 3 s            |
| 3e | Alexis Renard         | France     | Israel Start-Up Nation             | + 19 s           |
| 4e | Fernando Barceló      | Espagne    | Cofidis                            | + 23 s           |
| 5e | Pascal Eenkhoorn      | Pays-Bas   | Jumbo-Visma                        | + 23 s           |
| 6e | Quinten Hermans       | Belgique   | Intermarché-Wanty-Gobert Matériaux | + 26 s           |
| 7e | Maxim Van Gils        | Belgique   | Lotto-Soudal                       | + 27 s           |
| 8e | Amaury Capiot         | Belgique   | Arkéa-Samsic                       | + 31 s           |
| 9e | Eliot Lietaer         | Belgique   | B&B Hotels p/b KTM                 | + 31 s           |
| 10e | Fabio Van den Bossche | Belgique   | Sport Vlaanderen-Baloise           | + 32 s           |

### 5eétape
| \| Classement de l'étape \| Classement de l'étape \| Classement de l'étape \| Classement de l'étape \| Classement de l'étape \| \| Coureur \| Coureur \| Pays \| Équipe \| Temps \| \| --------------------- \| --------------------- \| --------------------- \| ------------------------- \| --------------------- \| \| 1er \| Fabio Jakobsen \| Pays-Bas \| Deceuninck-Quick Step \| 4 h 32 min 31 s \| \| 2e \| Rüdiger Selig \| Allemagne \| Bora-Hansgrohe \| + 0 s \| \| 3e \| Milan Menten \| Belgique \| Bingoal Pauwels Sauces WB \| + 0 s \| \| 4e \| Luca Mozzato \| Italie \| B&B Hotels p/b KTM \| + 0 s \| \| 5e \| Amaury Capiot \| Belgique \| Arkéa-Samsic \| + 0 s \| \| 6e \| Jake Stewart \| Royaume-Uni \| Groupama-FDJ \| + 0 s \| \| 7e \| Alexander Kristoff \| Norvège \| UAE Team Emirates \| + 0 s \| \| 8e \| Rasmus Tiller \| Norvège \| Uno-X Pro Cycling Team \| + 0 s \| \| 9e \| Nick van der Lijke \| Pays-Bas \| Riwal Cycling Team \| + 0 s \| \| 10e \| Stefano Oldani \| Italie \| Lotto-Soudal \| + 0 s \| |                    |             |                           |                 |
| |                    |             |                           |                 |
| Source : ProCyclingStats |                    |             |                           |                 |
| Classement de l'étape |                    |             |                           |                 |
| Coureur | Coureur            | Pays        | Équipe                    | Temps           |
| 1er | Fabio Jakobsen     | Pays-Bas    | Deceuninck-Quick Step     | 4 h 32 min 31 s |
| 2e | Rüdiger Selig      | Allemagne   | Bora-Hansgrohe            | + 0 s           |
| 3e | Milan Menten       | Belgique    | Bingoal Pauwels Sauces WB | + 0 s           |
| 4e | Luca Mozzato       | Italie      | B&B Hotels p/b KTM        | + 0 s           |
| 5e | Amaury Capiot      | Belgique    | Arkéa-Samsic              | + 0 s           |
| 6e | Jake Stewart       | Royaume-Uni | Groupama-FDJ              | + 0 s           |
| 7e | Alexander Kristoff | Norvège     | UAE Team Emirates         | + 0 s           |
| 8e | Rasmus Tiller      | Norvège     | Uno-X Pro Cycling Team    | + 0 s           |
| 9e | Nick van der Lijke | Pays-Bas    | Riwal Cycling Team        | + 0 s           |
| 10e | Stefano Oldani     | Italie      | Lotto-Soudal              | + 0 s           |

## Classements finals

### Classement général
| \| Classement général \| Classement général \| Classement général \| Classement général \| Classement général \| \| Coureur \| Coureur \| Pays \| Équipe \| Temps \| \| ------------------ \| ------------------ \| ------------------ \| ---------------------------------- \| ------------------ \| \| 1er \| Quinn Simmons \| États-Unis \| Trek-Segafredo \| 20 h 31 min 13 s \| \| 2e \| Stan Dewulf \| Belgique \| AG2R Citroën Team \| + 4 s \| \| 3e \| Alexis Renard \| France \| Israel Start-Up Nation \| + 20 s \| \| 4e \| Fernando Barceló \| Espagne \| Cofidis \| + 24 s \| \| 5e \| Pascal Eenkhoorn \| Pays-Bas \| Jumbo-Visma \| + 24 s \| \| 6e \| Quinten Hermans \| Belgique \| Intermarché-Wanty-Gobert Matériaux \| + 27 s \| \| 7e \| Maxim Van Gils \| Belgique \| Lotto-Soudal \| + 28 s \| \| 8e \| Sean Quinn \| États-Unis \| Hagens Berman Axeon \| + 31 s \| \| 9e \| Amaury Capiot \| Belgique \| Arkéa-Samsic \| + 32 s \| \| 10e \| Milan Menten \| Belgique \| Bingoal Pauwels Sauces WB \| + 32 s \| |                  |            |                                    |                  |
| |                  |            |                                    |                  |
| Source : ProCyclingStats |                  |            |                                    |                  |
| Classement général |                  |            |                                    |                  |
| Coureur | Coureur          | Pays       | Équipe                             | Temps            |
| 1er | Quinn Simmons    | États-Unis | Trek-Segafredo                     | 20 h 31 min 13 s |
| 2e | Stan Dewulf      | Belgique   | AG2R Citroën Team                  | + 4 s            |
| 3e | Alexis Renard    | France     | Israel Start-Up Nation             | + 20 s           |
| 4e | Fernando Barceló | Espagne    | Cofidis                            | + 24 s           |
| 5e | Pascal Eenkhoorn | Pays-Bas   | Jumbo-Visma                        | + 24 s           |
| 6e | Quinten Hermans  | Belgique   | Intermarché-Wanty-Gobert Matériaux | + 27 s           |
| 7e | Maxim Van Gils   | Belgique   | Lotto-Soudal                       | + 28 s           |
| 8e | Sean Quinn       | États-Unis | Hagens Berman Axeon                | + 31 s           |
| 9e | Amaury Capiot    | Belgique   | Arkéa-Samsic                       | + 32 s           |
| 10e | Milan Menten     | Belgique   | Bingoal Pauwels Sauces WB          | + 32 s           |

### Classements annexes
| Classement par points | Classement par points | Classement par points | Classement par points  | Classement par points |
| Coureur               | Coureur               | Pays                  | Équipe                 | Points                |
| --------------------- | --------------------- | --------------------- | ---------------------- | --------------------- |
| 1er                   | Dylan Groenewegen     | Pays-Bas              | Jumbo-Visma            | 50 pts                |
| 2e                    | Fabio Jakobsen        | Pays-Bas              | Deceuninck-Quick Step  | 50 pts                |
| 3e                    | Fernando Gaviria      | Colombie              | UAE Team Emirates      | 39 pts                |
| 4e                    | Amaury Capiot         | Belgique              | Arkéa-Samsic           | 34 pts                |
| 5e                    | Quinn Simmons         | États-Unis            | Trek-Segafredo         | 33 pts                |
| 6e                    | Giacomo Nizzolo       | Italie                | Qhubeka NextHash       | 26 pts                |
| 7e                    | Gianni Vermeersch     | Belgique              | Alpecin-Fenix          | 21 pts                |
| 8e                    | Stan Dewulf           | Belgique              | AG2R Citroën Team      | 20 pts                |
| 9e                    | Luca Mozzato          | Italie                | B&B Hotels p/b KTM     | 20 pts                |
| 10e                   | Hugo Hofstetter       | France                | Israel Start-Up Nation | 20 pts                |

| Classement par points | Classement par points | Classement par points | Classement par points  | Classement par points |
| Coureur               | Coureur               | Pays                  | Équipe                 | Points                |
| --------------------- | --------------------- | --------------------- | ---------------------- | --------------------- |
| 1er                   | Dylan Groenewegen     | Pays-Bas              | Jumbo-Visma            | 50 pts                |
| 2e                    | Fabio Jakobsen        | Pays-Bas              | Deceuninck-Quick Step  | 50 pts                |
| 3e                    | Fernando Gaviria      | Colombie              | UAE Team Emirates      | 39 pts                |
| 4e                    | Amaury Capiot         | Belgique              | Arkéa-Samsic           | 34 pts                |
| 5e                    | Quinn Simmons         | États-Unis            | Trek-Segafredo         | 33 pts                |
| 6e                    | Giacomo Nizzolo       | Italie                | Qhubeka NextHash       | 26 pts                |
| 7e                    | Gianni Vermeersch     | Belgique              | Alpecin-Fenix          | 21 pts                |
| 8e                    | Stan Dewulf           | Belgique              | AG2R Citroën Team      | 20 pts                |
| 9e                    | Luca Mozzato          | Italie                | B&B Hotels p/b KTM     | 20 pts                |
| 10e                   | Hugo Hofstetter       | France                | Israel Start-Up Nation | 20 pts                |

| Classement de la montagne | Classement de la montagne | Classement de la montagne | Classement de la montagne          | Classement de la montagne |
| Coureur                   | Coureur                   | Pays                      | Équipe                             | Points                    |
| ------------------------- | ------------------------- | ------------------------- | ---------------------------------- | ------------------------- |
| 1er                       | Florian Vermeersch        | Belgique                  | Lotto-Soudal                       | 32 pts                    |
| 2e                        | Tom Van Asbroeck          | Belgique                  | Israel Start-Up Nation             | 26 pts                    |
| 3e                        | Alexis Gougeard           | France                    | AG2R Citroën Team                  | 18 pts                    |
| 4e                        | Gianluca Brambilla        | Italie                    | Trek-Segafredo                     | 16 pts                    |
| 5e                        | Baptiste Planckaert       | Belgique                  | Intermarché-Wanty-Gobert Matériaux | 16 pts                    |
| 6e                        | Tom Paquot                | Belgique                  | Bingoal Pauwels Sauces WB          | 16 pts                    |
| 7e                        | Thomas Joseph             | Belgique                  | Tarteletto-Isorex                  | 16 pts                    |
| 8e                        | Quinn Simmons             | États-Unis                | Trek-Segafredo                     | 14 pts                    |
| 9e                        | Alessandro De Marchi      | Italie                    | Israel Start-Up Nation             | 14 pts                    |
| 10e                       | Loïc Vliegen              | Belgique                  | Intermarché-Wanty-Gobert Matériaux | 10 pts                    |

| Classement de la montagne | Classement de la montagne | Classement de la montagne | Classement de la montagne          | Classement de la montagne |
| Coureur                   | Coureur                   | Pays                      | Équipe                             | Points                    |
| ------------------------- | ------------------------- | ------------------------- | ---------------------------------- | ------------------------- |
| 1er                       | Florian Vermeersch        | Belgique                  | Lotto-Soudal                       | 32 pts                    |
| 2e                        | Tom Van Asbroeck          | Belgique                  | Israel Start-Up Nation             | 26 pts                    |
| 3e                        | Alexis Gougeard           | France                    | AG2R Citroën Team                  | 18 pts                    |
| 4e                        | Gianluca Brambilla        | Italie                    | Trek-Segafredo                     | 16 pts                    |
| 5e                        | Baptiste Planckaert       | Belgique                  | Intermarché-Wanty-Gobert Matériaux | 16 pts                    |
| 6e                        | Tom Paquot                | Belgique                  | Bingoal Pauwels Sauces WB          | 16 pts                    |
| 7e                        | Thomas Joseph             | Belgique                  | Tarteletto-Isorex                  | 16 pts                    |
| 8e                        | Quinn Simmons             | États-Unis                | Trek-Segafredo                     | 14 pts                    |
| 9e                        | Alessandro De Marchi      | Italie                    | Israel Start-Up Nation             | 14 pts                    |
| 10e                       | Loïc Vliegen              | Belgique                  | Intermarché-Wanty-Gobert Matériaux | 10 pts                    |

| Classement du meilleur jeune | Classement du meilleur jeune | Classement du meilleur jeune | Classement du meilleur jeune | Classement du meilleur jeune |
| Coureur                      | Coureur                      | Pays                         | Équipe                       | Temps                        |
| ---------------------------- | ---------------------------- | ---------------------------- | ---------------------------- | ---------------------------- |
| 1er                          | Quinn Simmons                | États-Unis                   | Trek-Segafredo               | 20 h 31 min 13 s             |
| 2e                           | Stan Dewulf                  | Belgique                     | AG2R Citroën Team            | + 4 s                        |
| 3e                           | Alexis Renard                | France                       | Israel Start-Up Nation       | + 20 s                       |
| 4e                           | Maxim Van Gils               | Belgique                     | Lotto-Soudal                 | + 28 s                       |
| 5e                           | Sean Quinn                   | États-Unis                   | Hagens Berman Axeon          | + 31 s                       |
| 6e                           | Fabio Van den Bossche        | Belgique                     | Sport Vlaanderen-Baloise     | + 33 s                       |
| 7e                           | Juan Pedro López             | Espagne                      | Trek-Segafredo               | + 33 s                       |
| 8e                           | Stefano Oldani               | Italie                       | Lotto-Soudal                 | + 35 s                       |
| 9e                           | André Carvalho               | Portugal                     | Cofidis                      | + 36 s                       |
| 10e                          | Alessandro Covi              | Italie                       | UAE Team Emirates            | + 36 s                       |

| Classement du meilleur jeune | Classement du meilleur jeune | Classement du meilleur jeune | Classement du meilleur jeune | Classement du meilleur jeune |
| Coureur                      | Coureur                      | Pays                         | Équipe                       | Temps                        |
| ---------------------------- | ---------------------------- | ---------------------------- | ---------------------------- | ---------------------------- |
| 1er                          | Quinn Simmons                | États-Unis                   | Trek-Segafredo               | 20 h 31 min 13 s             |
| 2e                           | Stan Dewulf                  | Belgique                     | AG2R Citroën Team            | + 4 s                        |
| 3e                           | Alexis Renard                | France                       | Israel Start-Up Nation       | + 20 s                       |
| 4e                           | Maxim Van Gils               | Belgique                     | Lotto-Soudal                 | + 28 s                       |
| 5e                           | Sean Quinn                   | États-Unis                   | Hagens Berman Axeon          | + 31 s                       |
| 6e                           | Fabio Van den Bossche        | Belgique                     | Sport Vlaanderen-Baloise     | + 33 s                       |
| 7e                           | Juan Pedro López             | Espagne                      | Trek-Segafredo               | + 33 s                       |
| 8e                           | Stefano Oldani               | Italie                       | Lotto-Soudal                 | + 35 s                       |
| 9e                           | André Carvalho               | Portugal                     | Cofidis                      | + 36 s                       |
| 10e                          | Alessandro Covi              | Italie                       | UAE Team Emirates            | + 36 s                       |

| Classement des sprints | Classement des sprints | Classement des sprints | Classement des sprints             | Classement des sprints |
| Coureur                | Coureur                | Pays                   | Équipe                             | Points                 |
| ---------------------- | ---------------------- | ---------------------- | ---------------------------------- | ---------------------- |
| 1er                    | Dries De Bondt         | Belgique               | Alpecin-Fenix                      | 16 pts                 |
| 2e                     | Quinten Hermans        | Belgique               | Intermarché-Wanty-Gobert Matériaux | 14 pts                 |
| 3e                     | Sean Quinn             | États-Unis             | Hagens Berman Axeon                | 8 pts                  |
| 4e                     | Ward Vanhoof           | Belgique               | Sport Vlaanderen-Baloise           | 8 pts                  |
| 5e                     | Tom Van Asbroeck       | Belgique               | Israel Start-Up Nation             | 8 pts                  |
| 6e                     | Erik Nordsæter Resell  | Norvège                | Uno-X Pro Cycling Team             | 8 pts                  |
| 7e                     | Florian Vermeersch     | Belgique               | Lotto-Soudal                       | 8 pts                  |
| 8e                     | Julius van den Berg    | Pays-Bas               | EF Education-Nippo                 | 7 pts                  |
| 9e                     | Eliot Lietaer          | Belgique               | B&B Hotels p/b KTM                 | 6 pts                  |
| 10e                    | Fabio Van den Bossche  | Belgique               | Sport Vlaanderen-Baloise           | 5 pts                  |

| Classement des sprints | Classement des sprints | Classement des sprints | Classement des sprints             | Classement des sprints |
| Coureur                | Coureur                | Pays                   | Équipe                             | Points                 |
| ---------------------- | ---------------------- | ---------------------- | ---------------------------------- | ---------------------- |
| 1er                    | Dries De Bondt         | Belgique               | Alpecin-Fenix                      | 16 pts                 |
| 2e                     | Quinten Hermans        | Belgique               | Intermarché-Wanty-Gobert Matériaux | 14 pts                 |
| 3e                     | Sean Quinn             | États-Unis             | Hagens Berman Axeon                | 8 pts                  |
| 4e                     | Ward Vanhoof           | Belgique               | Sport Vlaanderen-Baloise           | 8 pts                  |
| 5e                     | Tom Van Asbroeck       | Belgique               | Israel Start-Up Nation             | 8 pts                  |
| 6e                     | Erik Nordsæter Resell  | Norvège                | Uno-X Pro Cycling Team             | 8 pts                  |
| 7e                     | Florian Vermeersch     | Belgique               | Lotto-Soudal                       | 8 pts                  |
| 8e                     | Julius van den Berg    | Pays-Bas               | EF Education-Nippo                 | 7 pts                  |
| 9e                     | Eliot Lietaer          | Belgique               | B&B Hotels p/b KTM                 | 6 pts                  |
| 10e                    | Fabio Van den Bossche  | Belgique               | Sport Vlaanderen-Baloise           | 5 pts                  |

### Classement par équipes
| Classement par équipes | Classement par équipes    | Classement par équipes | Classement par équipes |
| Équipe                 | Équipe                    | Pays                   | Temps                  |
| ---------------------- | ------------------------- | ---------------------- | ---------------------- |
| 1re                    | Trek-Segafredo            | États-Unis             | 61 h 35 min 02 s       |
| 2e                     | Cofidis                   | France                 | + 13 s                 |
| 3e                     | Lotto Soudal              | Belgique               | + 17 s                 |
| 4e                     | Sport Vlaanderen-Baloise  | Belgique               | + 25 s                 |
| 5e                     | AG2R Citroën Team         | France                 | + 2 min 27 s           |
| 6e                     | Jumbo-Visma               | Pays-Bas               | + 3 min 07 s           |
| 7e                     | Bingoal Pauwels Sauces WB | Belgique               | + 3 min 45 s           |
| 8e                     | Israel Start-Up Nation    | Israël                 | + 4 min 15 s           |
| 9e                     | Bora-Hansgrohe            | Allemagne              | + 5 min 50 s           |
| 10e                    | Riwal                     | Danemark               | + 6 min 12 s           |

### Classement UCI
La course attribue des points au Classement mondial UCI 2021 selon le barème suivant.
| Position           | 1er | 2e  | 3e  | 4e  | 5e | 6e | 7e | 8e | 9e | 10e | 11e | 12e | 13e | 14e | 15e | 16e à 30e | 31e à 40e |
| Classement général | 200 | 150 | 125 | 100 | 85 | 70 | 60 | 50 | 40 | 35  | 30  | 25  | 20  | 15  | 10  | 5         | 3         |
| Par étape          | 20  | 10  | 5   |     |    |    |    |    |    |     |     |     |     |     |     |           |           |
| Leader, par étape  | 5   |     |     |     |    |    |    |    |    |     |     |     |     |     |     |           |           |

## Évolution des classements
| Étape              | Vainqueur          | Classement général | Classement par points | Classement de la montagne | Classement des sprints intermédiaires | Classement du meilleur jeune | Classement par équipes |
| ------------------ | ------------------ | ------------------ | --------------------- | ------------------------- | ------------------------------------- | ---------------------------- | ---------------------- |
| 1                  | Dylan Groenewegen  | Dylan Groenewegen  | Dylan Groenewegen     | Tom Paquot                | Dries De Bondt                        | Stan Dewulf                  | UAE Team Emirates      |
| 2                  | Fabio Jakobsen     | Dylan Groenewegen  | Dylan Groenewegen     | Tom Paquot                | Dries De Bondt                        | Juan Pedro López             | UAE Team Emirates      |
| 3                  | Quinn Simmons      | Quinn Simmons      | Quinn Simmons         | Florian Vermeersch        | Quinten Hermans                       | Quinn Simmons                | Trek-Segafredo         |
| 4                  | Dylan Groenewegen  | Quinn Simmons      | Dylan Groenewegen     | Florian Vermeersch        | Dries De Bondt                        | Quinn Simmons                | Trek-Segafredo         |
| 5                  | Fabio Jakobsen     | Quinn Simmons      | Dylan Groenewegen     | Florian Vermeersch        | Dries De Bondt                        | Quinn Simmons                | Trek-Segafredo         |
| Classements finals | Classements finals | Quinn Simmons      | Dylan Groenewegen     | Florian Vermeersch        | Dries De Bondt                        | Quinn Simmons                | Trek-Segafredo         |